# Detlev Lütken
Detlev Lütken, andere Schreibweise: Lütcken, († 2. Mai 1678 in Oldenburg) war ein königlich dänischer Oberst und Chef des Oldenburger Infanterie-Regiments.

## Leben

### Herkunft
Lütken entstammte offenbar dem alten bremischen Adelsgeschlecht Lütken (auch Lütcken). Seine nähere Herkunft und früher Werdegang sind aber unbekannt. 

### Im Zweiten Nordischen Krieg
Während des Zweiten Nordischen Krieges war er 1657 Hauptmann und Chef einer Dragoner-Kompanie in dänischen Diensten. Nach dem Frieden von Roskilde 1658 wurde seine Kompanie in das Infanterie-Regiment Ernst Albrecht von Ebersteins eingegliedert. Als nach Wiederaufnahme des Krieges im Sommer 1658 die Stadt Sonderburg von mit Dänemark verbündeten polnischen Truppen von den Schweden zurückerobert wurde, fungierte Lütken ab März 1659 als Kommandant der Stadt.
Als die Schweden am 12. April 1659 die Stadt angriffen, konnte er den Angriff abwehren. Anschließend erhielt er von General Eberstein den Befehl, Transportfahrzeuge zum Übersetzen seiner Truppen auf die Insel Fünen zu sammeln. Für die Ausführung benötigte er bis zum 5. November 1659 und wurde anschließend Admiral Markor Rodsteen unterstellt. Weiterhin sollte er die Insel Aarö besetzen und ein schwedisches Kriegsschiff im Hafen von Assens kapern. Nach Ausführung dieser Befehle stieß er zu den übrigen Truppen Ebersteins, die den Kleinen Belt am 11. November überquert hatten. Am 14. November 1659 trafen die dänischen und schwedischen Truppen unter ihrem General von Sulzbach in der Schlacht von Nyborg aufeinander. Lütken wurde gefangen genommen, die Schlacht ging für die Schweden verloren. 
Nach der Reduktion 1660 infolge des Friedens von Kopenhagen wurde er Major in einer Freikompanie auf Alsen. Zu dieser Zeit wollte der Titularherzog aus der Linie Schleswig-Holstein-Sonderburg-Augustenburg Ernst Günther, der dort über Landbesitz verfügte, ein Schloss bei der Stadt Augustenborg errichten. Offenbar aus diesem Grund schickte Eberstein Lütken am 16. Oktober 1660 Verstärkungen, diese konnten sich gegen den Herzog aber nicht halten und so wurde Lütken mit seiner 126 Mann starken Kompanie nach Sonderburg verlegt.
Im März 1661 war Lütken durch den dänischen König Friedrich III. zur Beförderung zum Oberstleutnant in Ebersteins Regiment vorgesehen. Eberstein wollte allerdings seinem Schwiegersohn Balthasar von Wulfen auf diesen Posten heben und versuchte die Beförderung zu hintertreiben. Eberstein erhielt daraufhin den Befehl, Lütken als Oberstleutnant zu übernehmen, was dann am 17. Mai 1651 nach Lütkens Vorstellung in Glückstadt auch erfolgte. Danach lag er ab 1661 in Rendsburg.
Am 4. Juli 1663 wurde er Kommandant von Fredriksort und erhielt die dort die Kompanie des Oberstleutnants Issensee. Er erhielt mehrfach den Auftrag, verschiedene Teile des Ortes weiter zu befestigen. Im April 1665 gab er die Kommandantenstelle an Johann Peter Vogt ab. Dafür wurde er am 2. Mai 1665 Kommandant in Krempe und erhielt die dortige Kompanie. Am 23. Oktober 1667 wurde er wieder als Kommandant nach Friedrichsort zurückversetzt.

### Im Nordischen Krieg (1674–1679)
Am 3. Dezember 1670 wurde Lütken für seine Verdienst in den dänischen Adel aufgenommen. Im gleichen Jahr war er Kommandant von Rendsburg und Chef der dortige Freikompanien. Zu Beginn des Nordischen Krieges 1675 versuchte er, das Kommando über ein eigenes Infanterie-Regiment zu erhalten. Dazu gab er am 9. Juli 1675 das Kommando in Rendsburg an Oberst Wittemacke ab und erhielt stattdessen das im dänischen Oldenburger Land gerade erst geworbene Oldenburgische Infanterie-Regiment. Am 23. September 1675 traf die Einheit bei Wührden zusammen mit dem weiteren oldenburgischen Regiment Baudissin auf die Schweden. Die nachfolgende Schlacht ging verloren und die Einheit zerstreute sich. 30 Offiziere und etliche Mannschaften gerieten in Gefangenschaft und wurden in das schwedische Stade gebracht, der Rest floh nach Holland.
In der nachfolgenden kriegsgerichtlichen Untersuchung unter Oberst Steen Andersen Bille in Kopenhagen bestritt Lütken die gegen ihn erhobenen Vorwürfe wegen Feigheit. Als er sich wegen der Vorwürfe von dem Gericht schlecht behandelt fühlte, legte er Berufung ein und erreichte eine Wiederaufnahme. Am 17. April 1676 wurde ein weiteres Verfahren vor dem Oberkriegsgericht unter Friedrich Arnstoff in Kopenhagen eingesetzt, dass drei Tage später ein Urteil fällte. Das Urteil ist nicht näher bekannt, allerdings muss es für Lütken günstig gewesen sein, denn am 24. August 1676 erhielt er den Befehl, mit den Resten seines Regiments sowie 4 Kompanien des Regiments Baudissin zur Armee nach Schonen zu stoßen. Nach der Schlacht bei Lund wurden die Reste seines Regiments am 11. Dezember 1676 dem Leibregiment der Königin unterstellt, die Fahnen mussten in Landskrona abgeliefert werden.

### Als Kommandeur des Oldenburgischen Regiments
Am 11. Dezember erhielt Lütken den Befehl, ein neues Regiment aufzustellen. Dazu wurde ihm das 1. Bataillon seines alten Regiments zur Verfügung gestellt, das allerdings in Kristianstad verblieb. Stattdessen übernahm er aber am 19. Januar 1677 das Oldenburger Infanterie-Regiment. Als Nationalregiment bestand dieses zu Beginn aus sechs Kompanien, die alle Oldenburger waren, diese Regel wurde allerdings nach und nach aufgeweicht. Lütkens 1. Bataillon wurde dann am 2. Juni 1677 aufgelöst und dem Hauptheer in Schonen zugewiesen. So bestand das Regiment 1678 nur noch aus den 6 Oldenburger Kompanien.  Am 7. April 1678 bat er aus gesundheitlichen Gründen um Urlaub, um in Bad Pyrmont zu kuren. Er starb allerdings schon am 2. Mai 1678 in Oldenburg.

## Familie
Lütken war mit Ida von Manteuffel verheiratet und hinterließ vier Kinder. Seine Tochter Margaretha heiratete den sächsischen Hauptmann Günther Siegfried von Schlieffen.